# Lluís Muñoz i Grau
Lluís Muñoz i Grau   (Sabadell, 10 de novembre de 1935 - Sabadell, 3 de febrer de 2022) fou un futbolista català de les dècades de 1950 i 1960.

## Trajectòria
Es formà als equips inferiors del Centre d'Esports Sabadell, on ingressà amb 15 anys. Essent juvenil es proclamà campió del món amb la selecció espanyola a Alemanya, competició en la qual Muñoz disputà tots els partits. Aquest fet li suposà ésser nomenat millor esportista de la ciutat de Sabadell l'any 1954. Ràpidament passà al primer equip del Centre d'Esports. A finals de la temporada 1955-56 fitxà el RCD Espanyol per disputar la copa, i acabà quedant-se al club, on romangué les properes vuit temporades. El jugador podia jugar tant a la defensa com al centre del camp. Com a fets més destacats, a l'Espanyol va viure la final de la Copa de 1957, malgrat no la jugà, participà en la Copa de Fires la temporada 1961-62, i assolí l'ascens a primera el 1963. També visqué moments menys feliços com el descens a Segona l'any anterior. El 1964 abandonà el club per jugar una temporada al Deportivo de la Coruña, i a continuació Muñoz va retornar al CE Sabadell, que aleshores jugava a primera divisió. Jugà cinc temporades més al club fins que es va retirar definitivament, assolint amb el club arlequinat un quart lloc a la lliga de primera divisió la temporada 1968-69, la millor classificació en la història del club, i disputant una edició de la Copa de Fires.
Lluis Muñoz jugà un total de 16 anys de professional, 14 dels quals a primera divisió. Va arribar a ser internacional amb la selecció espanyola amateur. Jugà un partit amb la selecció catalana l'any 1960.